# Rosh Yeshivah
Il Rosh yeshivah (ראש ישיבה) è il direttore di una scuola talmudica detta yeshivah.
Il Rosh yeshivah è investito di una carica ed un ruolo centrali nella vita di alcune comunità del giudaismo ortodosso e rappresenta molto di più di un direttore di scuola: spesso è un vero pilastro nella guida di una comunità ebraica.
Nelle comunità chassidiche invece il ruolo di Rosh yeshivah è inferiore a quella del rabbino che riveste il ruolo di capo di queste comunità. Il ruolo di Rosh yeshivah in queste comunità è assunto da un figlio o da un cognato del rabbino capo. Esso, alla morte del rabbino, assume a suo turno il comando della comunità.